# 卡蒂瓦
卡蒂瓦（西班牙語：Cativá），是巴拿馬的城鎮，位於該國中部，由科隆省的科隆區負責管轄，面積23.1平方公里，海拔高度34米，2010年人口34,282，人口密度每平方公里1,484.1人。